# آیدا اینگول
آیدا اینگول (انگلیسی: Ida Engvoll؛ زادهٔ ۶ اکتبر ۱۹۸۵) هنرپیشه اهل سوئد است.
از فیلم‌ها یا برنامه‌های تلویزیونی که وی در آن نقش داشته‌است می‌توان به مردی به نام اوه اشاره کرد.